# Johann Graf Lambsdorff
Johann Graf Lambsdorff (* 1965 in Frankfurt am Main) ist ein deutscher Wirtschaftswissenschaftler und Hochschullehrer. Seine Schwerpunkte sind Forschung zu Korruption, ethischem Verhalten, Kooperation und Institutionenökonomik.

## Beruflicher Werdegang
Lambsdorff entstammt der Adelsfamilie Lambsdorff. Er studierte Mathematik (Vordiplom) an der Universität Frankfurt und Volkswirtschaftslehre an der Universität Göttingen, wo er 1992 sein Diplom erwarb, 1994 wurde er mit einer Arbeit zu Raw materials prices and international transmission mechanisms promoviert. Im Jahre 2000 habilitierte Lambsdorff in Ökonomie an der Universität Göttingen zum Thema Corruption in Global Perspective — an Economic Investigation. Anschließend war er Privatdozent in Göttingen, ehe er 2003 Lehrstuhlinhaber für Volkswirtschaftstheorie an der Universität Passau wurde. 

## Werk
1995 entwickelte Lambsdorff den Korruptionswahrnehmungsindex Corruption Perceptions Index (CPI), den er bis 2008 für Transparency International erstellte und der ein heute weltweit verbreitetes Instrument zur Messung von Korruption darstellt.
Seine mikroanalytischen und experimentellen Arbeiten widmen sich insbesondere der Rolle von Reziprozität und Vertrauen bei der Entstehung und Bekämpfung von Korruption.
Lambsdorff hat zahlreiche Bücher und Fachartikel veröffentlicht und engagiert sich in der Förderung experimenteller Wirtschaftsforschung. Seit 2021 ist er Vorsitzender der Gesellschaft für experimentelle Wirtschaftsforschung (GfeW). Er organisiert regelmäßig internationale Workshops zur Ökonomik der Korruption.